# Le Juif errant (film, 1904)
Pour les articles homonymes, voir Juif errant (homonymie).
Pour plus de détails, voir Fiche technique et Distribution.
Le Juif errant est un film français réalisé par Georges Méliès, sorti en 1904.

## Synopsis
Un vieil homme juif erre dans la campagne ; des spectres du Christ portant la croix apparaissent dans le ciel. Il en a d’abord peur puis essaie de les poursuivre, lui et les gens qui l’entourent. Le diable ensuite apparaît et le frappe avant de s’enfuir. Un Christ ailé enfin apparaît. Suit une deuxième scène où se déroule un orage, symbole de la colère de Dieu.